# Serhijiwka (hromada Hrodiwka)
Serhijiwka (ukr. Сергіївка) – wieś na Ukrainie, w obwodzie donieckim, w rejonie pokrowskim, w hromadzie Hrodiwka. W 2001 liczyła 159 mieszkańców, spośród których 134 wskazało jako ojczysty język ukraiński, 24 rosyjski, a 1 inny.